# Kainit
Kainit je mineral iz skupine sulfata. Kemijski elementi koji ga tvore su: magnezij, sumpor, kisik, kalij, i klor. Dvosol je kalija s magnezijem. Formula je MgSO4•KCl•3H2O. 
U monoklinskom sustavu se kristalizira. Pojava ovog minerala je vezana u nalazišta soli. Prateći je mineral kalijevim solima morskog podrijetla. Kainit se primjenjuje u proizvodnji umjetnih gnojiva.
Može biti plave, žutobijele, sive do sivoplave, ljubičaste boje i bezbojan.